# Подино
Подино (мкд. Подино) је насеље у Северној Македонији, у јужном делу државе. Подино припада општини Могила.

## Географија
Насеље Подино је смештено у јужном делу Северне Македоније. Од најближег већег града, Битоља, насеље је удаљено 22 km северно.
Подино се налази у западном делу Пелагоније, највеће висоравни Северне Македоније. Насељски атар је на истоку равничарски, док на западу издиже планина Древеник. Североисточно од насеља протиче Црна река. Надморска висина насеља је приближно 660 метара.
Клима у насељу је континентална.

## Становништво
Подино је према последњем попису из 2002. године имало 51 становника.
Претежно становништво по последњем попису су етнички Македонци (94%), а у мањини су Цигани (6%).
Већинска вероисповест је православље.